# Запис Нишавића шљива (Драгољ)
Запис Нишавића шљива (Драгољ) се налази на парцели чији је власник Нишавић Валентина.

## Локација
| Општина             | Горњи Милановац                                                             |
| Катастарска општина | Драгољ                                                                      |
| Потес               | Селиште                                                                     |
| Координате          | 44° 13′ 30″ С; 20° 26′ 55″ И / 44.224899999999998° С; 20.448499999999999° И |
| Надморска висина    | 249m                                                                        |

## Карактеристике
Дендрометријске вредности утврђене на терену и сателитским снимцима:
| Стабло                     | Шљива |
| Висина стабла              | m     |
| Обим дебла                 | m     |
| Пречник крошње             | 4m    |
| Пречник дебла              | m     |
| Висина дебла до прве гране | m     |

## База записа
Запис је у оквиру Викимедија пројекта "Запис - Свето дрво" заведен под редним бројем 0974.